# Ernst Stromer
Ernst Svobodný pán Stromer von Reichenbach (12. června 1870 – 18. prosince 1952) byl německý šlechtic a profesionální paleontolog, známý vědeckým popisem některých populárních dinosaurů z území severní Afriky. Jeho blízkým spolupracovníkem na počátku 20. století byl rodák z Čech, německý amatérský paleontolog Richard Markgraf, který objevil kolem roku 1910 zkameněliny několika významných druhů egyptských pozdně křídových dinosaurů (formálně popsaných později Stromerem).

## Výzkum
Stromer popsal nebo se podílel na popisu těchto severoafrických křídových dinosaurů: sauropod Aegyptosaurus, obří teropod Bahariasaurus, obří teropod Carcharodontosaurus a vůbec nejdelší dnes známý teropod rodu Spinosaurus. Fosilie těchto dinosaurů získal Markgraf pro Stromera v severní Africe (zejména v egyptské oáze Bahríja) v letech 1911 - 1914. Mnoho cenných fosilií z Egypta bylo ale zničeno při spojeneckém bombardovacím náletu na mnichovské muzeum Alte Akademie v dubnu roku 1944.